# István Kemény (Soziologe)

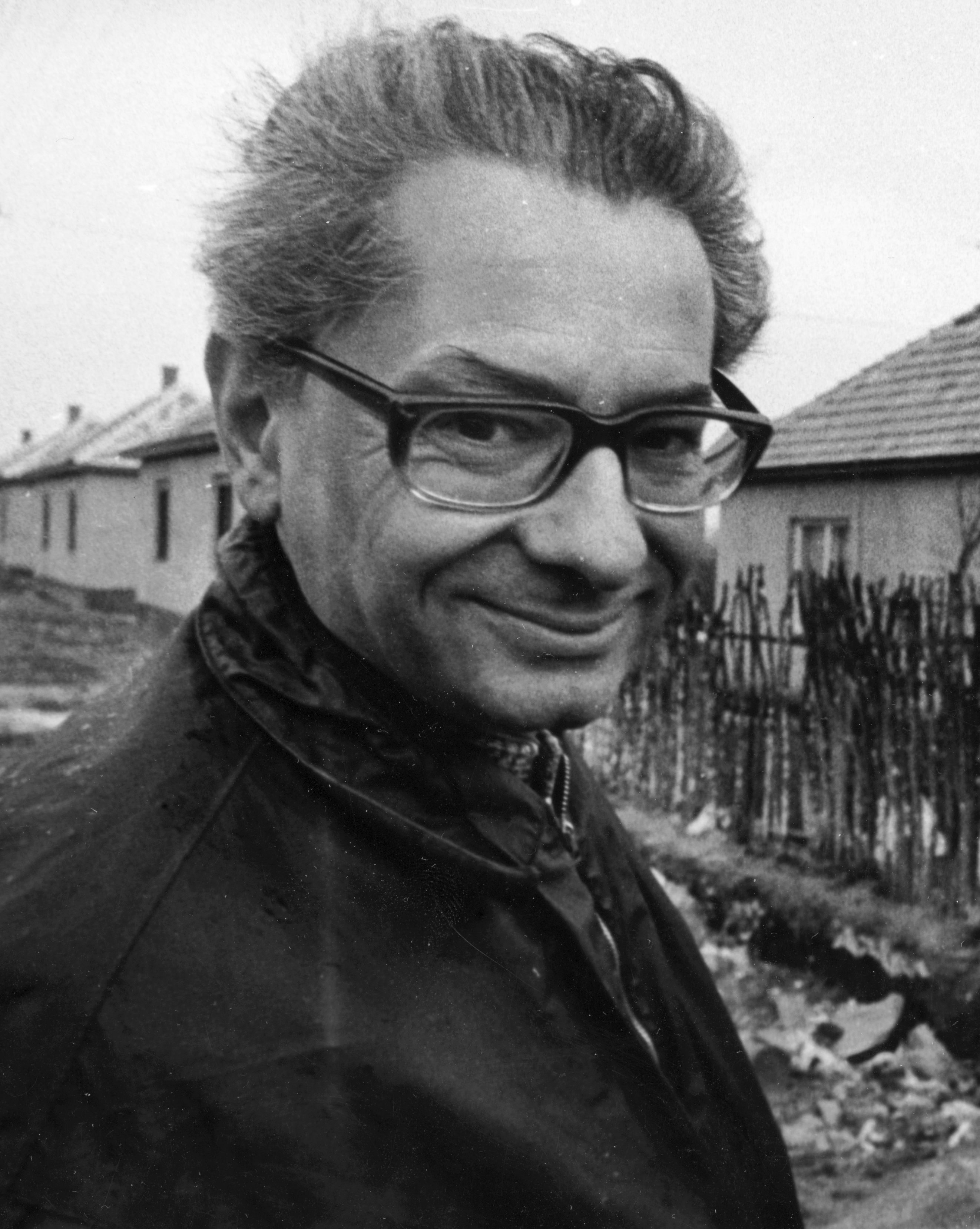
István Kemény

István Kemény (geboren 14. August 1925 in Kaposvár; gestorben 14. April 2008 in Budapest) war ein ungarischer Soziologe, der über Armut und über die ungarischen Zigeuner forschte.

## Leben
István Keménys Eltern zogen 1929 von Kaposvár nach Budapest, der Vater war Eisenbahningenieur, die Mutter, eine Kroatin, hatte zwar eine Ausbildung als Lehrerin, sie musste sich allerdings um die Erziehung der fünf Söhne kümmern. Bereits 1941 bei der ungarisch-deutschen Invasion von Jugoslawien regte sich beim Gymnasiasten Kemény der politische Widerstand. Nach der deutschen Besetzung Ungarns wurde er am 19. Dezember 1944 das erste Mal festgenommen.
Kemény hatte an der Loránd-Eötvös-Universität in Budapest zunächst im September 1943 begonnen, Medizin zu studieren, in den Wirren vor Kriegsende und nach dem Krieg war aber ein geordnetes Studium kaum möglich. Er wechselte das Studium zur Soziologie und entwarf in der Nachkriegszeit ein politisches Programm der ungarischen Kleinbauern. Im Jahr 1948 heiratete er und verließ 1951 die Hochschule, um als Lehrer zu arbeiten.
Nach der Niederschlagung der Ungarischen Revolution wurde er im Mai 1957 zu vier Jahren Gefängnis verurteilt und  1959 vorzeitig entlassen. Danach arbeitete er als staatlich angestellter Übersetzer, arbeitete bis 1969 in der Széchényi Nationalbibliothek und betreute eine Liste der angekauften ausländischen Bücher. In einer Phase der Liberalisierung der ungarischen Wirtschaft wurde 1963 eine soziologische Studie zur sozialen Schichtung unter der Leitung von György Péter initiiert, an der er mitarbeitete. Am Amt für Statistik wertete er eine Studie „Wer liest und was?“ aus, nahm an einer Einkommensstudie teil und schrieb 1963 über die Schichtenmobilität, mit dem Ergebnis, dass diese sich in den kapitalistischen Ländern als höher herausstellte als im kommunistischen Ungarn.  Eine nächste Studie sollte die Armut in der ungarischen Gesellschaft zum Thema haben. Studien mit dem Titel „Armut“ wurden allerdings verboten, so dass die Soziologen stattdessen die „unteren Einkommensschichten“ untersuchten.
Da es in den sechziger Jahren in Ungarn eine Arbeitskräfteknappheit gab, versuchte die politische Führung die Segregation der Zigeuner durch Integration zu beseitigen. Dies auch deshalb, weil die Armut der Zigeuner zu augenfällig war. 1970 wurde Kemény daher mit einer Studie beauftragt, die 1971 durchgeführt wurde. Diese Studie wurde nach der politischen Wende in den Jahren 1993 und 2003 wiederholt.
Nachdem Kemény 1970 an der Akademie einen berühmt gewordenen Vortrag über die Armut des Proletariats gehalten hatte, musste er das Institut verlassen. Er konnte danach nur noch illegal abgehaltene private Colloquien halten, die ihn aber bald nicht mehr befriedigten. Schließlich verließ er im Jahr 1977 Ungarn.
Dank der Hilfe Raymond Arons hatte er in Frankreich nach einem weiteren Jahr Arbeitslosigkeit von 1978 bis 1981 einen Forschungsaufenthalt am Maison des Sciences de l’Homme und von 1983 bis 1990 an der École des Hautes Études en Sciences Sociales. 1983 gab er die gesammelten Werke von István Bibó heraus. Zwischen 1980 und 1990 arbeitete er auch für Radio Free Europe.
Nach der politischen Wende kehrte er nach Ungarn zurück und wurde in der Ungarischen Akademie der Wissenschaften Direktor des Soziologischen Instituts. In Budapest arbeitete er auch für den neugewählten Budapester Bürgermeister Gábor Demszky.
Im Jahr 1994 erhielt er die Imre Nagy Medaille, 2003 erhielt er den Ferenc-Deák-Preis und den Széchenyi-Preis.
Zwischen 1968 und 1980 war er mit Herausgabe von Arnold Hausers „Sozialgeschichte der Kunst“ in der ungarischen Übersetzung befasst. Hauser seinerseits war 1977 nach Ungarn zurückgekehrt.

## Schriften
Keménys Schriften sind in Ungarisch und Englisch erschienen. Es ist nur wenig ins Deutsche übersetzt.
- Roma of Hungary, Boulder, Colo.: Social Science Monographs; Highland Lakes, NJ: Atlantic Research and Publications ; New York : Distributed by Columbia University Press, 2005.
- Linguistic Groups and Usage Among the Hungarian Gypsies, in: Ernö Kállai (Hrsg.), The Gypsies/The Roma in Hungarian Society, Budapest 2002, S. 28–34. Untersuchung von 1971
- mit Béla Janky, A cigány nemzetiségi adatokról [Über die Daten der Zigeuner], in: Kisebbségkutatás [Minderheitenforschung], (2003) 2, o. S.
- (Hrsg.), Romák, cigányok és a láthatatlan gazdaság [Roma, Zigeuner und die unsichtbare Wirtschaft], Budapest 2000.
- Antisémitisme universitaire et concurrence de classe
- Victor Karády, István Kemény, Les juifs dans la structure des classes en Hongrie: Essai
- István Bibó: Bibó István összegyûjtött mûvei. I–IV. Sajtó alá rendezte Kemény István és Sárközi Mátyás. [Collected Works of István Bibó. I–IV. Arranged for the press by István Kemény and Mátyás Sárközi.] European Protestant Hungarian Free University, Bern. 1981–1984
- Eörsi I. (1988): Emlékezés a régi szép idõkre. [Remembering the Good Old Days.] Budapest: Katalizátor Iroda. [samizdat; first edition; legal second edition, Napra-forgó Kft., 1989, Budapest.]
- Ferge Zs. (1969): Társadalmi mobilitás, a társadalom nyitottsága. [Social Mobility, the Openness of the Society.] Valóság, 6: 10–19.
- Parasztságunk útja. [The Way of Our Peasantry.] In Kemény I.: Szociológiai írások. [Sociological Writings.] Budapest: Replika Könyvek, 7–21. ([1946]1992)
- A szegénységrõl. [On Poverty.] In Kemény I.: Szociológiai írások. [Sociological Writings.] Budapest: Replika Könyvek, 79–83.1972 / 1992
- Technika, szakmastruktúra és munkahelystruktúra. [Technology, Occupational Structure and the Structure of Workplace.] In: Kemény I.: Szociológiai írások. [Sociological Writings.] Budapest: Replika Könyvek, 175–200. 1976/1992
- A magyarországi cigány lakosság. [The Gypsy Population of Hungary.] Budapest: Akadémiai Kiadó. 1976
- mit Á. Horváth: Ki olvas mit? [Who reads What?] Valóság.  1965
- mit Á. Horváth: Mit olvasunk? [What are We reading? ] Budapest: KSH. 1965
- Ladányi J. and Szelényi I. (1997): Ki a cigány? [Who is a Gypsy?] Kritika, 12.
- Mód A., Ferge S., Láng Gy. and Kemény I. (1966): Társadalmi rétegzõdés Magyarországon. [Social Stratification in Hungary.] Budapest: Statisztikai Idõszaki Közlemények, KSH.